# Cadeillan
Cadeillan är en kommun i departementet Gers i regionen Occitanien i sydvästra Frankrike. Kommunen ligger i kantonen Lombez som tillhör arrondissementet Auch. År 2022 hade Cadeillan 78 invånare.

## Befolkningsutveckling
Antalet invånare i kommunen Cadeillan
Referens:INSEE